# Lancia Aurelia
El Lancia Aurelia es un automóvil de turismo diseñado por Vittorio Jano y fabricado por la marca italiana Lancia entre los años 1950 y 1958. 
El Aurelia es el primer automóvil de producción en serie en utilizar un motor de 6 cilindros en V, un motor diseñado por el ingeniero Francesco de Virgilio quien fuera empleado de Lancia entre 1943 y 1948 bajo la supervisión de Jano. El Lancia Aurelia contaba con soluciones técnicas muy vanguardistas para la época como el sistema transaxle, suspensión delantera de tipo "pilar deslizante" , frenos de tambor y neumáticos radiales.

## Series

### Primera serie

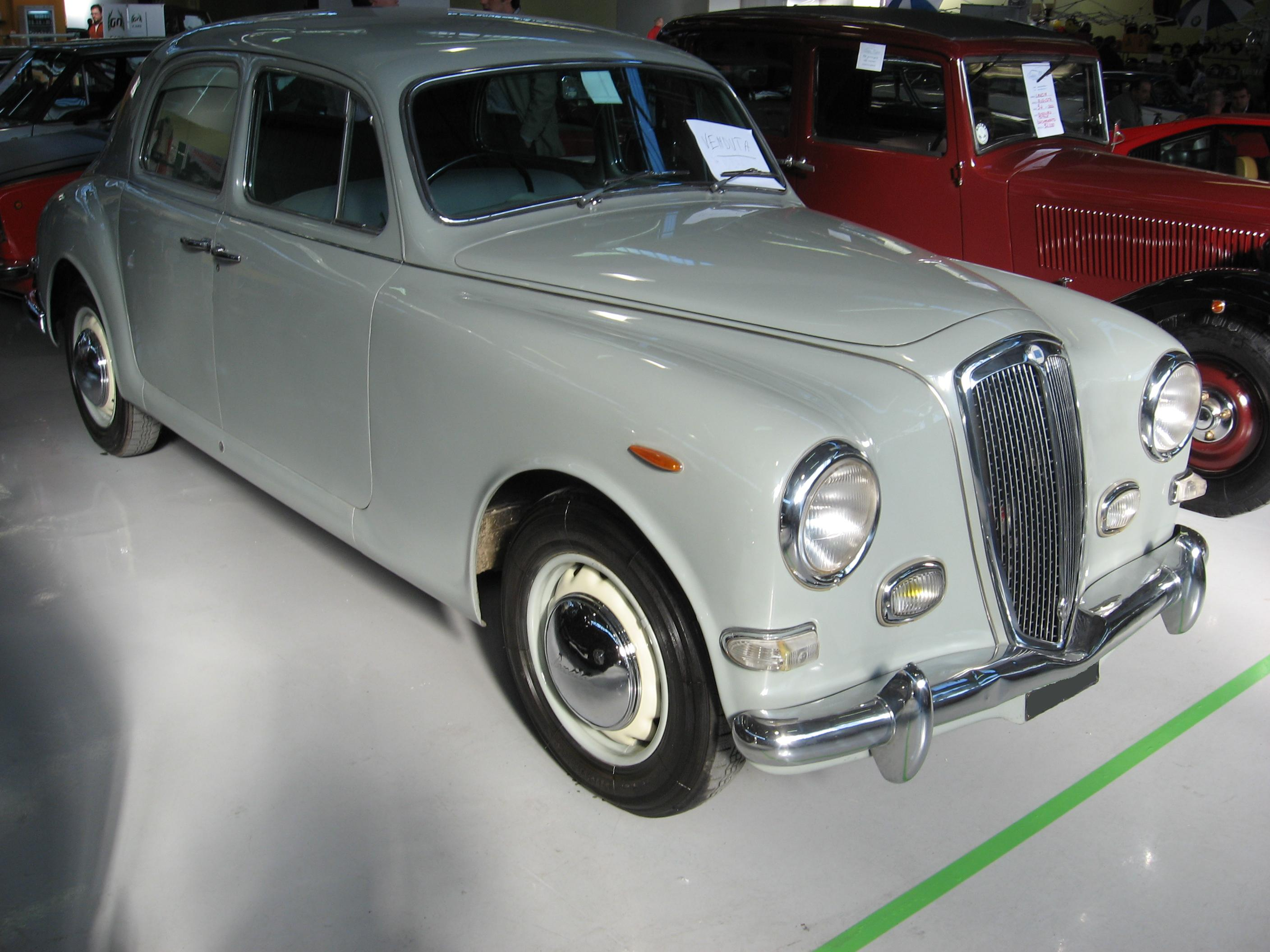
Lancia Aurelia sedán serie 2 (B12)

Las primeras unidades de la  serie 1 del Aurelia estaban basadas en el chasis B10 (sedan). Contaban con un V6 de 1754 cc de cilindrada capaz de generar 56 hp (42 kW). Luego en 1951 una versión mejorada denominada B21 fue lanzada, con un motor de 1991 cc y 70 hp de potencia (52 kW). De esta última versión fue diseñada una variante cupé denominada Aurelia B20 GT coupé que apareció también en 1951 con el mismo motor que el sedan. De esta serie se fabricaron 500 unidades.

### Segunda serie

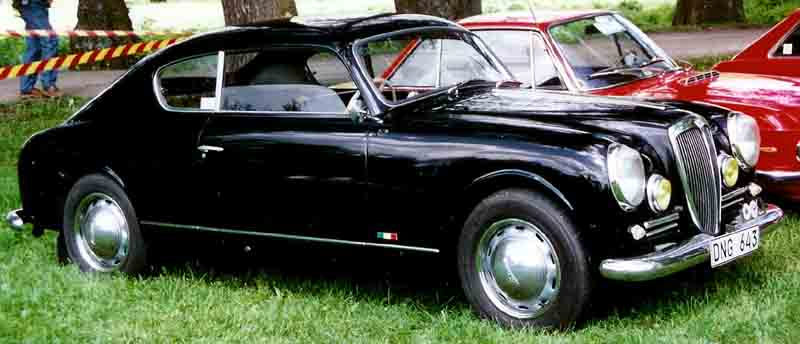
Lancia Aurelia GT 1951

La segunda serie del Aurelia vino con mejoras tanto en la versión coupé como sedán. El motor del coupé fue mejorado en su potencia hasta los 80 hp (60 kW) gracias a una mayor compresión de los cilindros y un reposicionamiento de las válvulas. Otros cambios incluían mejoras en los frenos, cambios leves en el diseño como el parachoques cromado en sustitución de los de aluminio, y nuevos relojes de medición en el tablero. La suspensión permaneció sin cambios en esta serie. Un sedán B22 nuevo fue lanzado en 1952 con un motor con doble carburador Weber y una potencia aumentada hasta los 90 CV (67 kW).

### Tercera serie

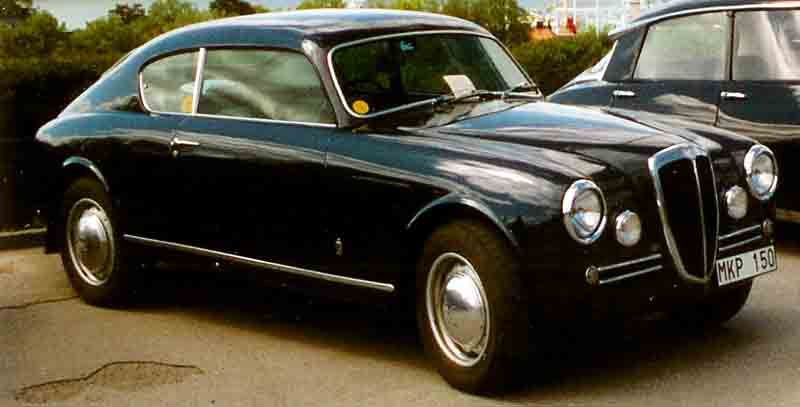
Lancia Aurelia GT 1955

La tercera serie trajo consigo mejoras principalmente en el motor, el cual aumentaba su cilindrada hasta los 2451 cc. A nivel de diseño la parte trasera del coche perdió las aletas laterales de la serie anterior.

### Cuarta serie

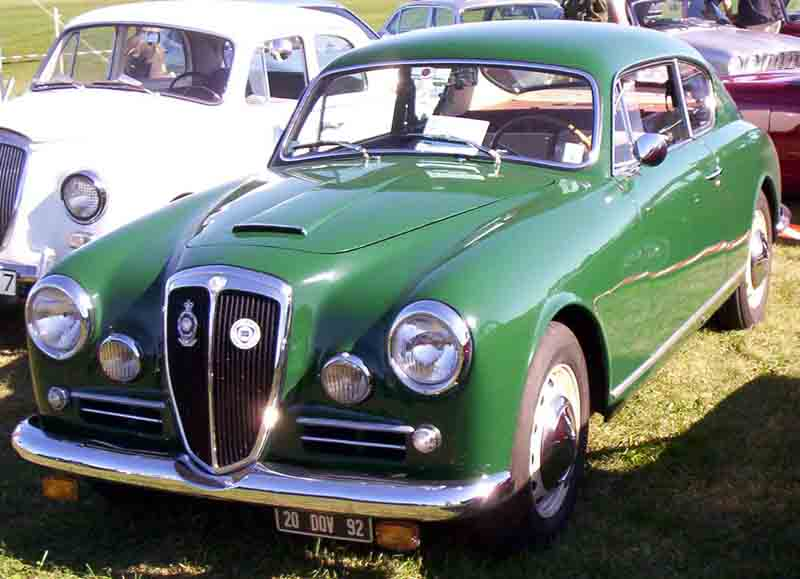
Lancia Aurelia GT 1957

En esta serie se presentó una variante convertible del Aurelia, el Spider B24, que se fabricaría desde 1954 hasta 1955 con un buen recibimiento por parte del público. Este convertible era similar al coupé B20 mecánicamente, pero con una distancia entre ejes 8 pulgadas (203 mm) más corta. Esta serie introdujo como novedad mecánica el tubo de Dion en la suspensión trasera.
Los Aurelias cuarta serie fueron los primeros en ser importado a los EE. UU. en cualquier número, siendo inmortalizado en 1962 por Dino Risi en la película Il sorpasso (The easy life), protagonizada por Vittorio Gassman. El coche real utilizado para el rodaje (un solo modelo) no fue destruida durante la escena del accidente, para ello utilizaron un Alfa Romeo Giulietta Spider preparado para la ocasión.

### Quinta serie

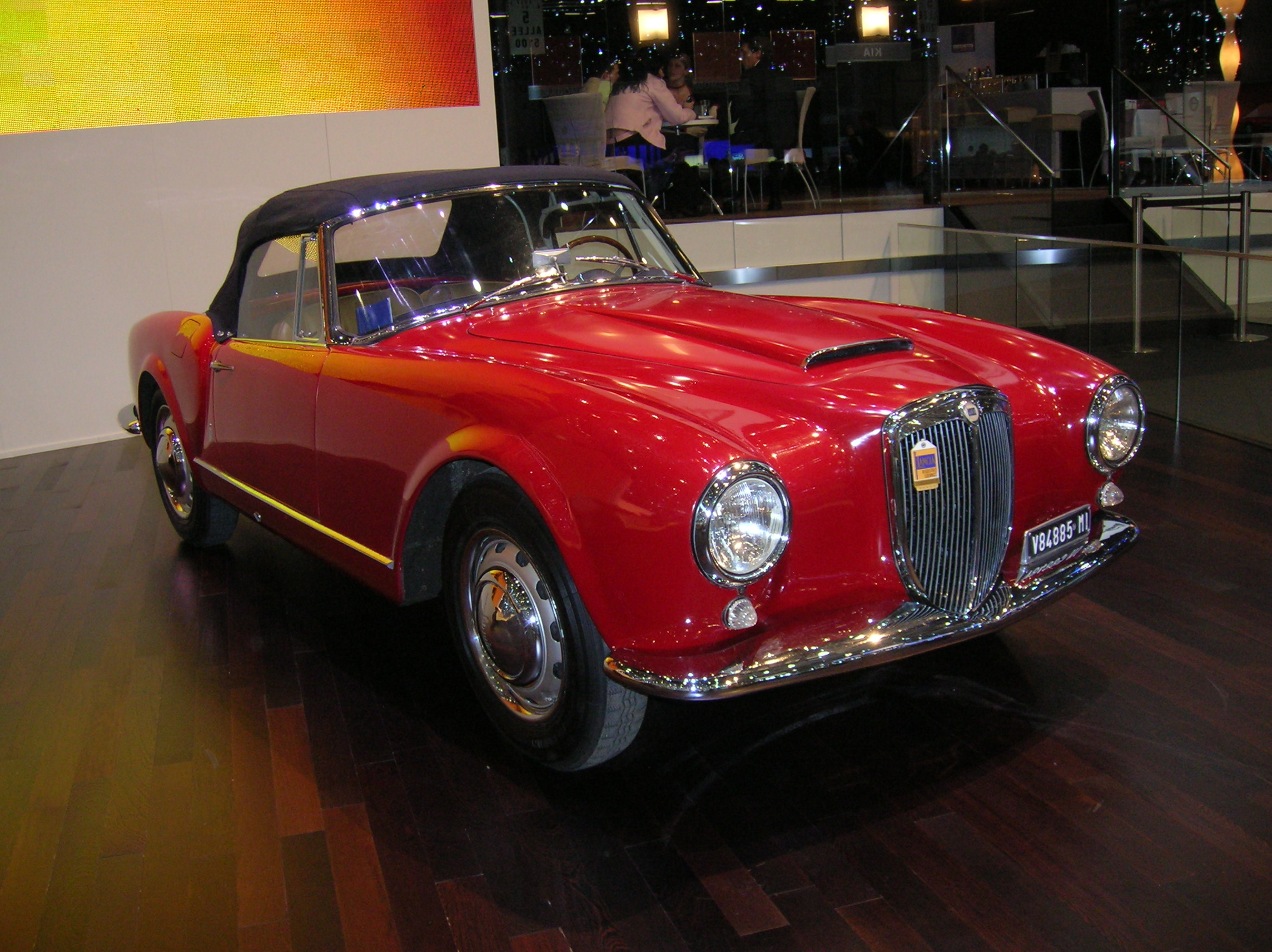
Lancia Aurelia Spider 1958

El coupé de quinta serie, anunciado en 1956, tuvo una orientación más lujosa que las series anteriores. Tenía un eje transversal diferente (tipo split), que era más robusto y similar a la utilizada en el Flaminia más tarde. El eje de transmisión también se había revisado para reducir la vibración.
Junto a los cupés quinta serie apareció una versión mejorada del convertible, el B24. Este difiere de la anterior Spider B24 en algunos detalles como las ventanas deslizables, mejor posición del asiento y un parabrisas con ventanas de ventilación. En la parte mecánica, el convertible B24 fue similar al coupé de la misma serie.

### Sexta serie
La potencia fue aumentada hasta 112 CV (84 kW) para esta sexta serie de 1957, con un par-motor mayor para compensar el aumento de peso del coche. Los cupés de esta serie tenían mejores ventanas de ventilación, y un uso mayor de cromo para el exterior.
El convertible B24 de la sexta serie fue muy similar a la quinta, con algunas pequeñas diferencias como mejoras en los asientos, cambios en la disposición del depósito de combustible que ahora se encontraba debajo del maletero y no detrás de los asientos. Este último cambio, sin embargo, no se aplica para los primeros 150 vehículos de esta serie, que aún contaba con la disposición anterior.

## Producción
| Datos de producción | Datos de producción | Datos de producción | Datos de producción | Datos de producción | Datos de producción | Datos de producción | Datos de producción | Datos de producción | Datos de producción | Datos de producción | Datos de producción | Datos de producción | Datos de producción | Datos de producción | Datos de producción |
| ------------------- | ------------------- | ------------------- | ------------------- | ------------------- | ------------------- | ------------------- | ------------------- | ------------------- | ------------------- | ------------------- | ------------------- | ------------------- | ------------------- | ------------------- | ------------------- |
|                     | Berlina             | Berlina             | Berlina             | Berlina             | Berlina             | B20 coupé           | B20 coupé           | B24                 | Chasis              | Chasis              | Chasis              | Chasis              | Chasis              | Chasis              |                     |
| Año                 | B.10                | B.21                | B.15                | B.22                | B12                 | 2000                | 2500                | Spider/Convertibile | B50                 | B51                 | B52                 | B53                 | B55/56              | B60                 | Total               |
| 1950                | 954                 | ---                 | ---                 | ---                 | ---                 | ---                 | ---                 | ---                 | 291                 | 51                  | ---                 | ---                 | ---                 | ---                 | 1296                |
| 1951                | 2994                | 1118                | ---                 | ---                 | ---                 | 371                 | ---                 | ---                 | 193                 | 47                  | ---                 | ---                 | ---                 | ---                 | 4723                |
| 1952                | 1326                | 2123                | 61                  | 294                 | ---                 | 736                 | ---                 | ---                 | 1                   | 1                   | 86                  | 86                  | ---                 | ---                 | 4714                |
| 1953                | 177                 | 539                 | 20                  | 780                 | ---                 | 124                 | 720                 | ---                 | ---                 | ---                 | 12                  | ---                 | ---                 | 1                   | 2373                |
| 1954                | ---                 | ---                 | ---                 | ---                 | 995                 | ---                 | 573                 | 1[a]                | ---                 | ---                 | ---                 | ---                 | ---                 | ---                 | 1569 [a]            |
| 1955                | ---                 | ---                 | ---                 | ---                 | 1372                | ---                 | 426                 | 239                 | ---                 | ---                 | ---                 | ---                 | 10                  | ---                 | 2047                |
| 1956                | ---                 | ---                 | ---                 | ---                 | 33                  | ---                 | 189                 | 150                 | ---                 | ---                 | ---                 | ---                 | 4                   | ---                 | 376                 |
| 1957                | ---                 | ---                 | ---                 | ---                 | ---                 | ---                 | 420                 | 176                 | ---                 | ---                 | ---                 | ---                 | ---                 | ---                 | 596                 |
| 1958                | ---                 | ---                 | ---                 | ---                 | ---                 | ---                 | 312                 | 195                 | ---                 | ---                 | ---                 | ---                 | ---                 | ---                 | 507                 |
| Total/modelo        | 5451                | 3780                | 81                  | 1074                | 2400                | 1231                | 2640                | 761 [a]             | 485                 | 99                  | 98                  | 86                  | 14                  | 1                   | 18201 [a]           |

[a]= Las cifras de producción no contienen los datos del prototipo B24 construido en 1954.

## En la cultura popular
El Lancia Aurelia B20 GT aparece en El asunto Tornasol, una de las Aventuras de Tintín, en la escena de persecución de autos de la historieta. El conductor italiano del automóvil está muy orgulloso de los automóviles italianos, que según él son los mejores del mundo.
También es el auto convertible de la película italiana IL Sorpasso, de Dino Risi, 1962.

## Lecturas relacionadas
- Jonassen, Niels (2007). Lancia Aurelia in Detail: GT, Spyder & Saloon. Herridge & Sons. ISBN 978-0954998141.
- Buckley, Martin & Rees, Chris (1998). World Encyclopedia of Cars. London: Anness Publishing. ISBN 1-84038-083-7.
- «Lancia Aurelia». Viva-Lancia. Consultado el 4 de octubre de 2010.

- Datos: Q1801839
- Multimedia: Lancia Aurelia / Q1801839